# Зігфрід Махольц
Зігфрід Махольц (нім. Siegfried Macholz; 20 вересня 1890, Мемель — 25 травня 1975, Ганновер) — німецький воєначальник, генерал-лейтенант вермахту. Кавалер Лицарського хреста Залізного хреста.

## Біографія
В 1909 році поступив на службу в Імперську армію. Учасник Першої світової війни. Після демобілізації армії залишений у рейхсвері. З 5 жовтня 1940 по 8 грудня 1941, з 17 лютого по 1 серпня 1942 і з листопада по 1 грудня 1942 року — командир 122-ї, з 1 лютого по 4 вересня 1944 року — 49-ї, з січня 1945 року — 295-ї піхотної дивізії.

## Нагороди
- Залізний хрест 2-го і 1-го класу
- Королівський орден дому Гогенцоллернів, лицарський хрест з мечами
- Почесний хрест ветерана війни з мечами
- Медаль «За вислугу років у Вермахті» 4-го, 3-го, 2-го і 1-го класу (25 років)
- Застібка до Залізного хреста 2-го і 1-го класу
- Німецький хрест в золоті (19 грудня 1941)
- Медаль «За зимову кампанію на Сході 1941/42»
- Лицарський хрест Залізного хреста (16 грудня 1944)